# Interférence (Prison Break)
Pour les articles homonymes, voir Interférence (homonymie).
Interférence est le 5e épisode de la saison 3 du feuilleton télévisé Prison Break.

## Informations complémentaires

### Chronologie
Cet épisode se déroule le 22 juin  selon le journal que lit Lechero.

### Erreurs
- Le gobelet qui roule n'est pas écrasé la première fois.

## Accueil critique
Aux États-Unis, cet épisode a été suivi par 7,44 millions de téléspectateurs.